# Vanhouttea calcarata
Vanhouttea calcarata é uma espécie de planta do gênero Vanhouttea e da família Gesneriaceae.
Nativa do Brasil, é comumente encontrada no Rio de Janeiro ou Espírito Santo. Geralmente cresce entre pedras em lugares com boa drenagem e muita luz, considerada uma planta de fácil cultivo.
Em formato de arbusto, a Vanhouttea calcarata pode chegar a 1 metro de altura, sendo considerada uma planta acaulescente (com caule muito reduzido), de ramificações basais e geralmente contendo de 6 a 10 folhas prostradas por roseta.

## Taxonomia
Os seguintes sinônimos já foram catalogados:
- Gesneria leptopus  Gardn.
- Gesneria salviifolia  Gardn.
- Houttea pardina  (Hook.) Decne.
- Houttea salviifolia  Gardner
- Houttea salviifolia  (Gardner) Hanst.
- Vanhouttea calcarata parvifolia  Hoehne
- Vanhouttea mollis  Fritsch
- Vanhouttea salviifolia  (Gardn.) Kuntze
- Vanhouttea salviifolia parviflora  Fritsch
- Houttea calcarata  (Lem.) Decne.
- Houttea pardina calcarata  (Lem.) Decne.

## Forma de vida
É uma espécie rupícola e arbustiva.  É polinizada por beija-flores. 

## Conservação
A espécie faz parte da Lista Vermelha das espécies ameaçadas do estado do Espírito Santo, no sudeste do Brasil. 

## Distribuição
A espécie é endêmica do Brasil e encontrada nos estados brasileiros de Espírito Santo, Minas Gerais e Rio de Janeiro.  
A espécie é encontrada no domínio fitogeográfico de Mata Atlântica, em regiões com vegetação de campos de altitude e vegetação sobre afloramentos rochosos.